# Aeronauticum

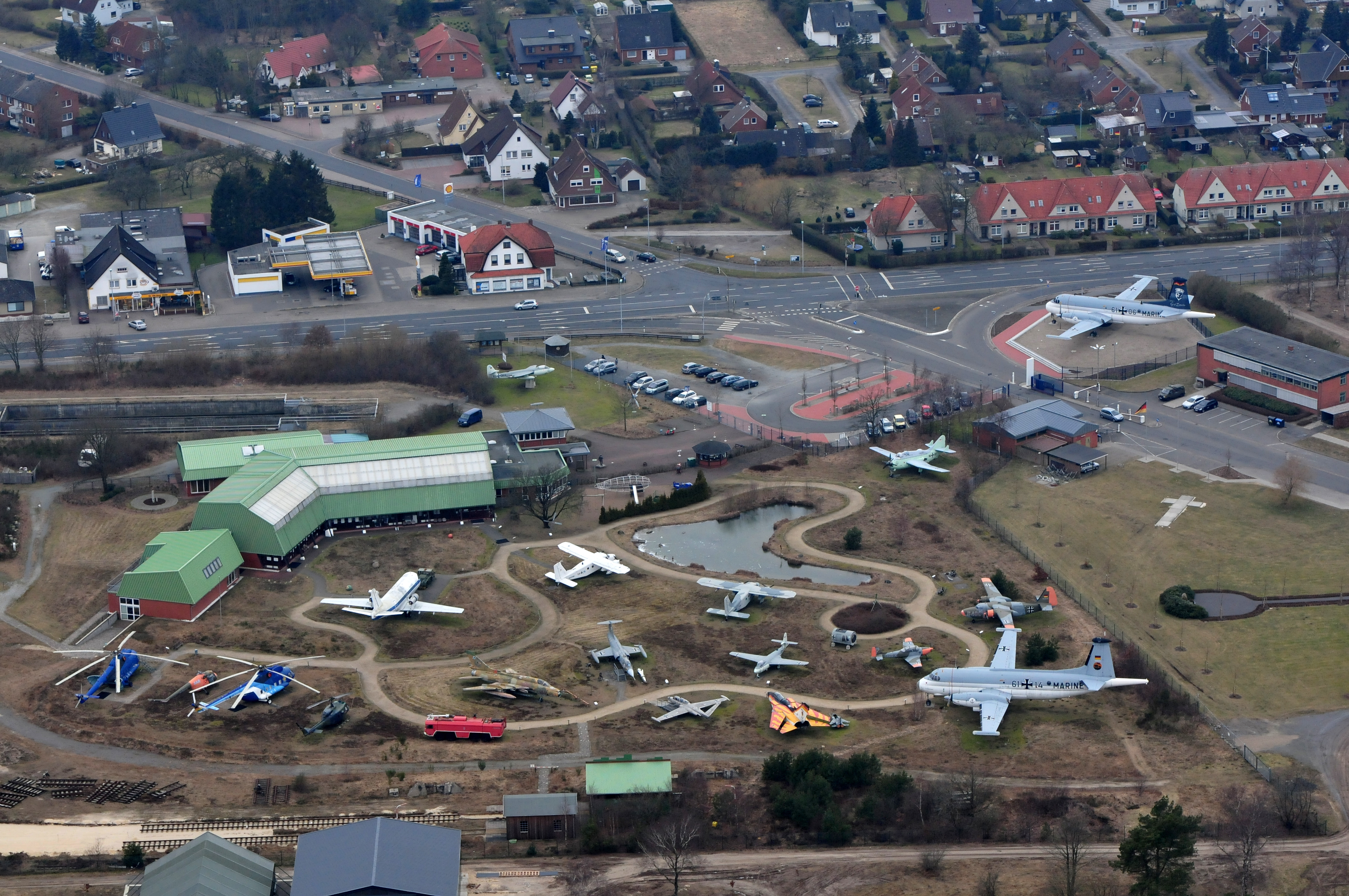
Das Aeronauticum von oben

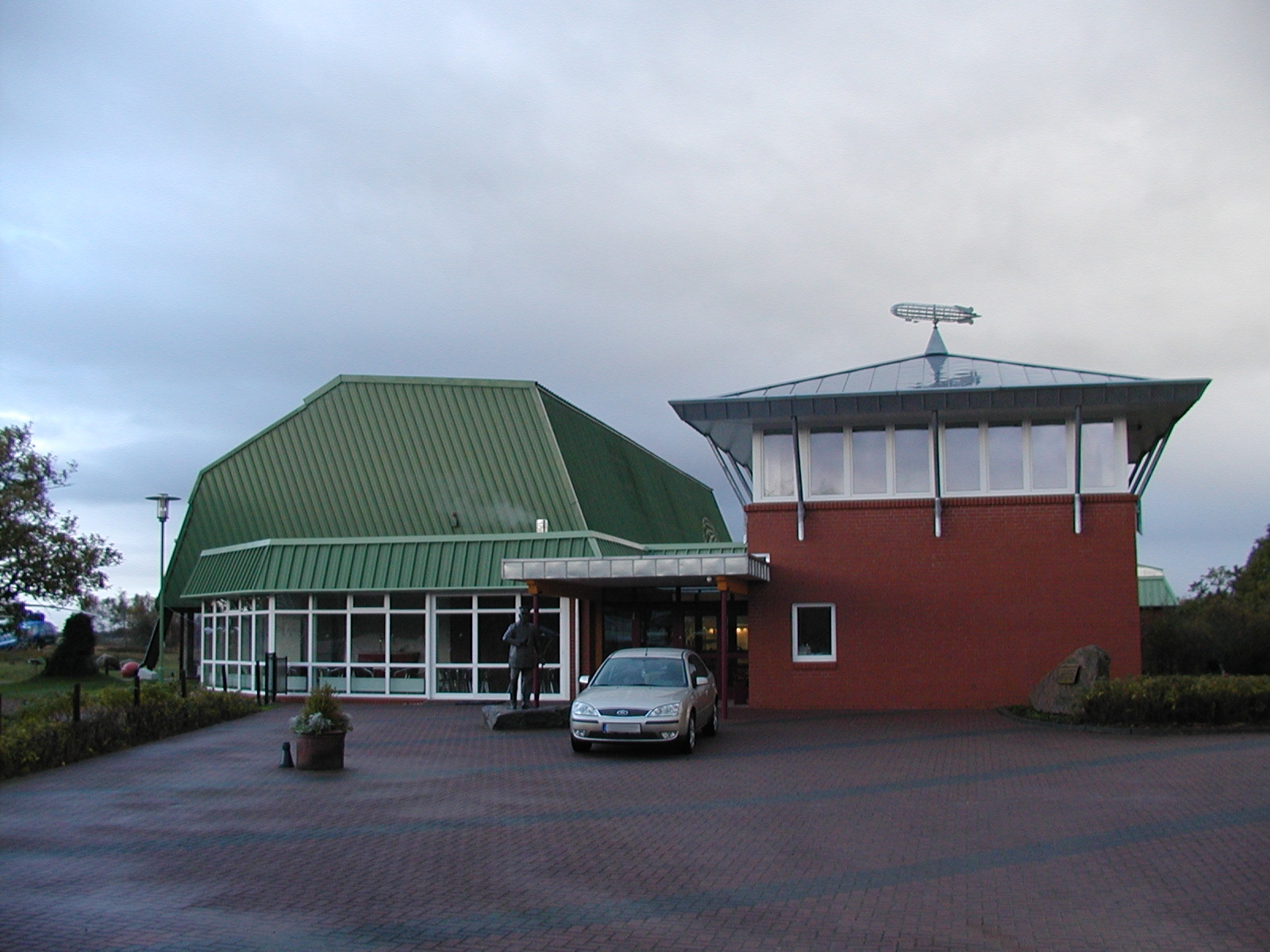
Der Eingang des Aeronauticum

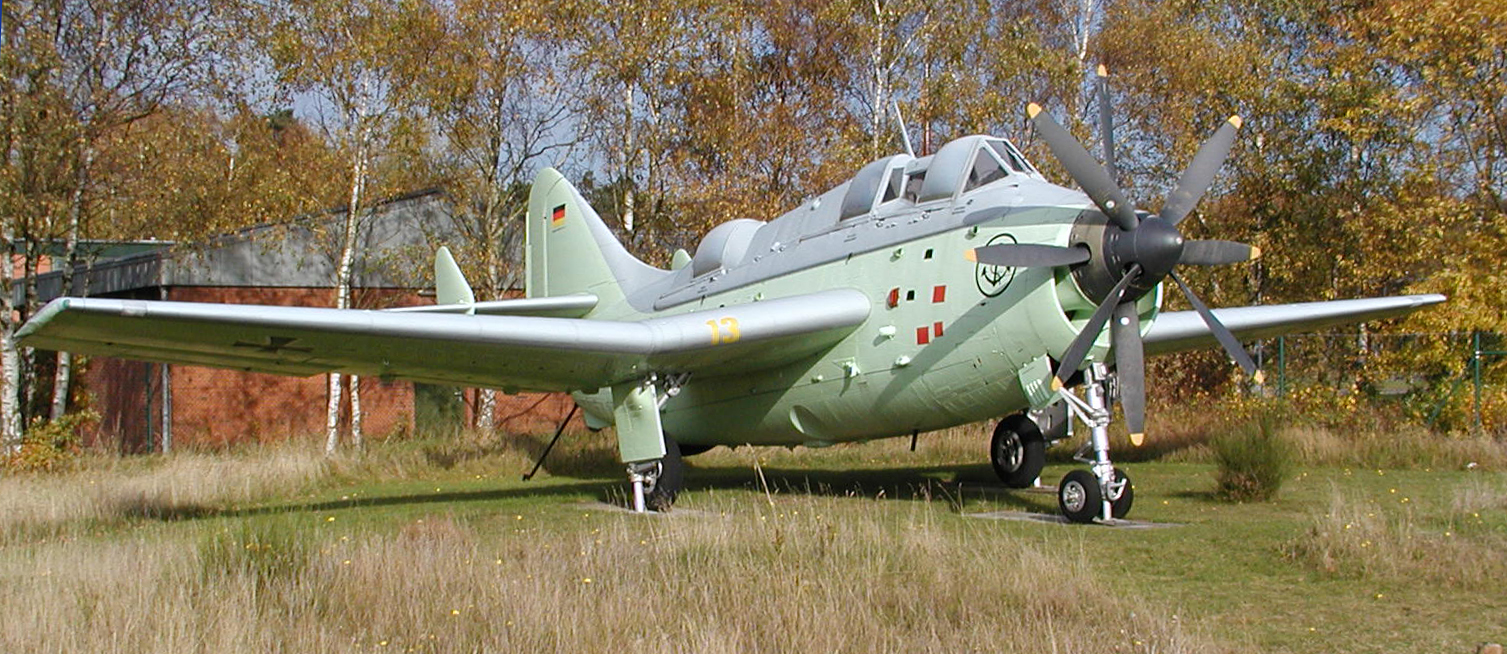
Die Fairey Gannet A.S.4

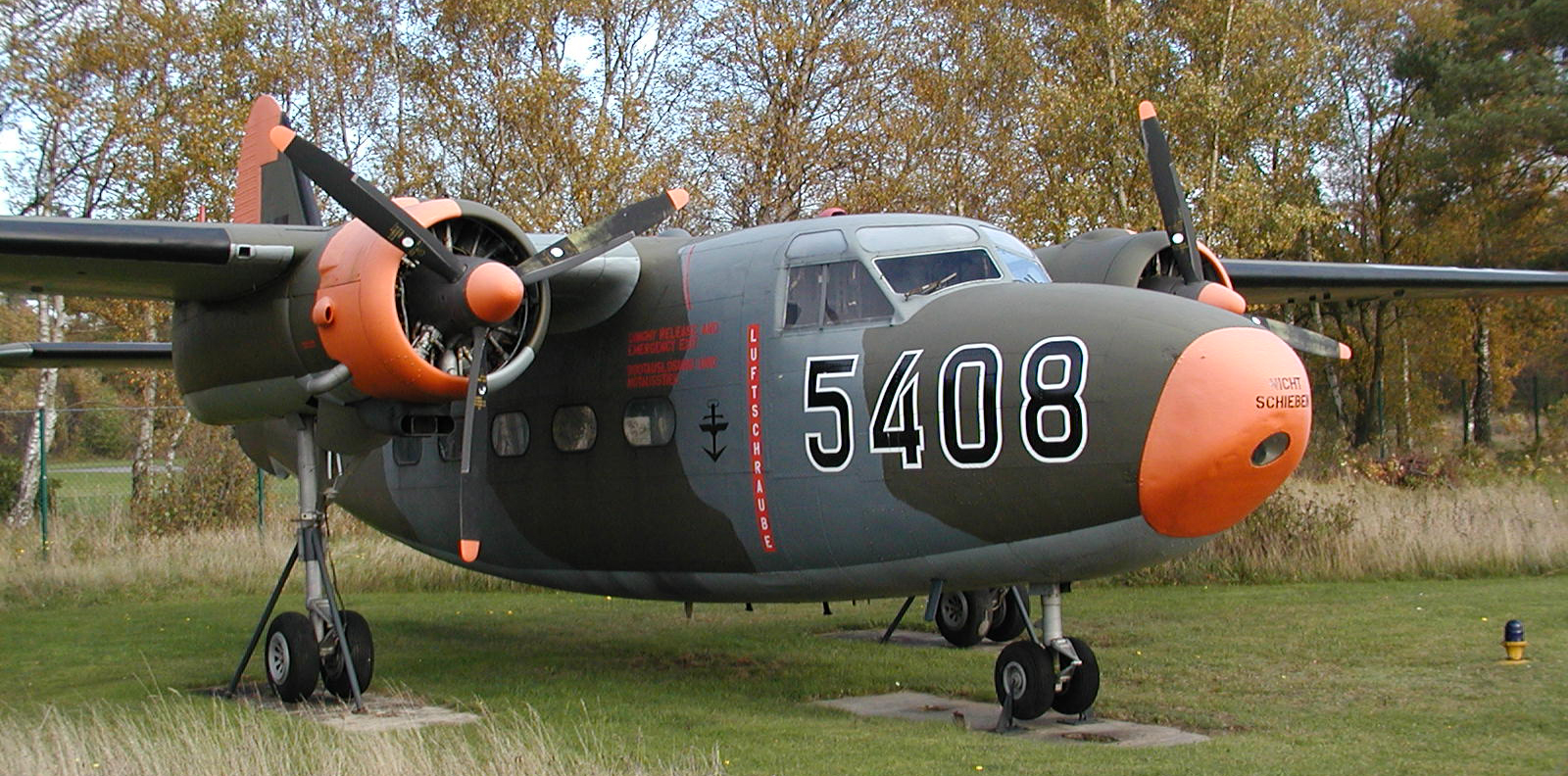
Percival Pembroke C.MK.54

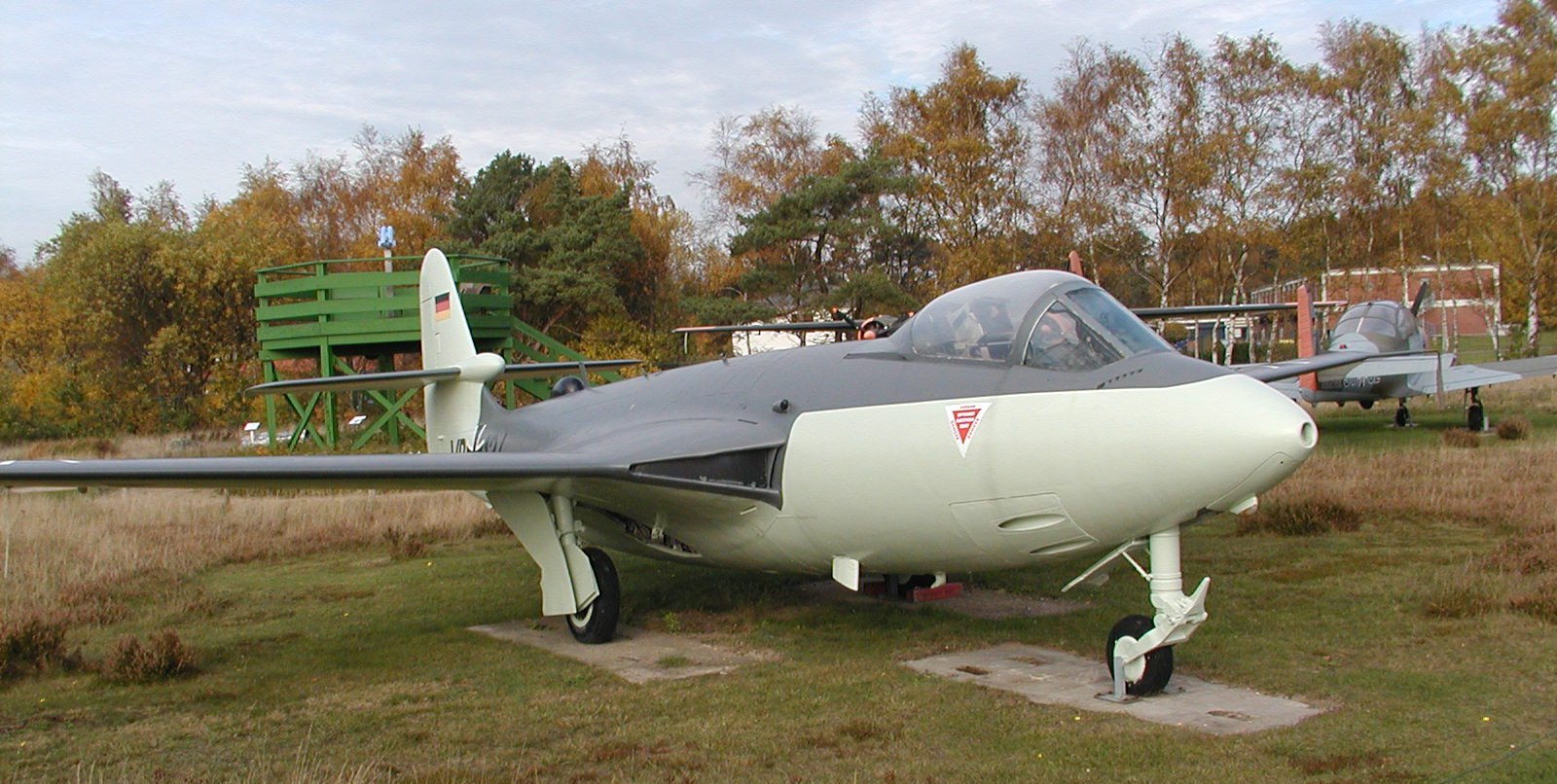
Hawker Sea Hawk Mk. 100

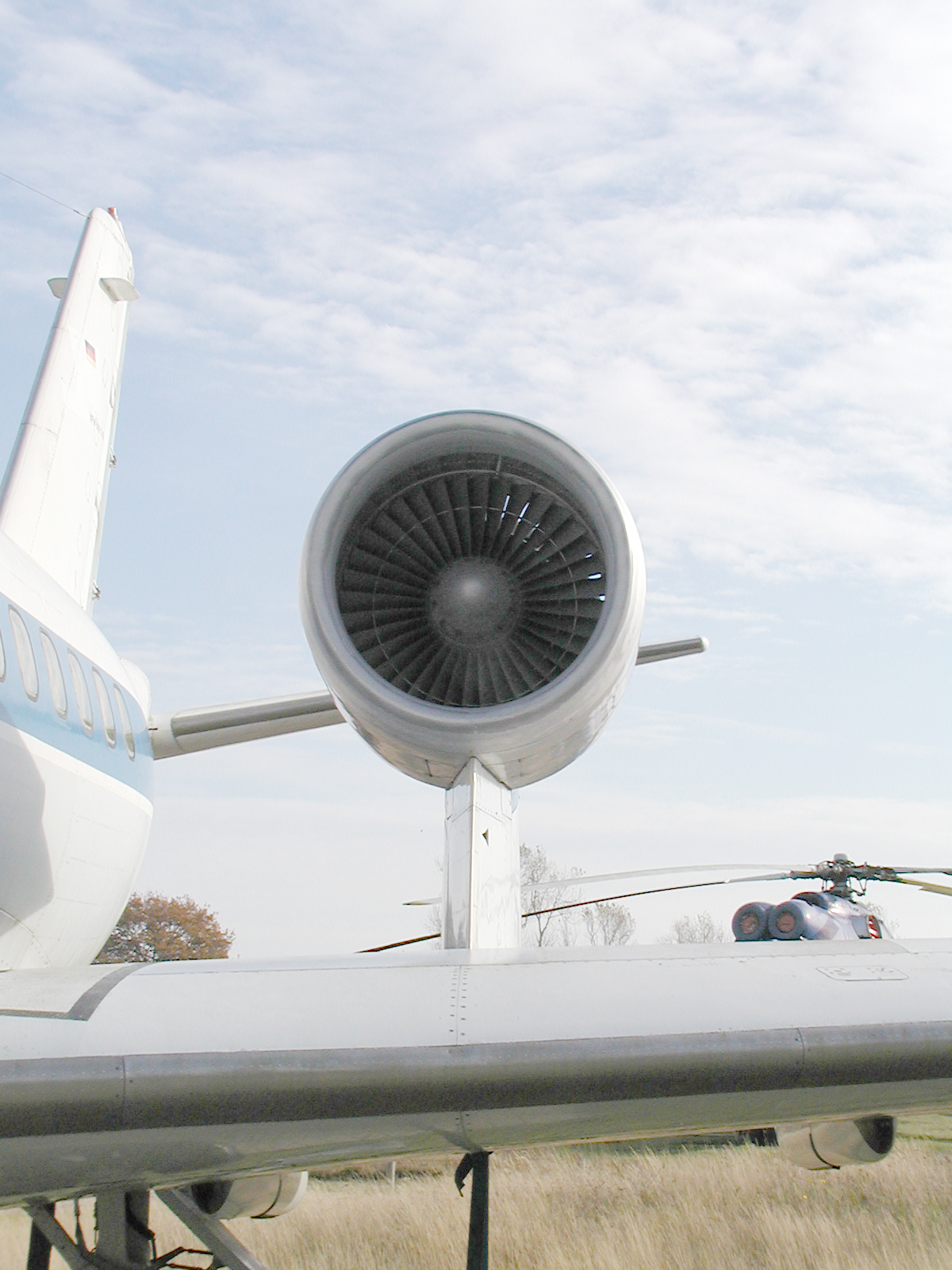
Die VFW 614, ungewöhnlich ist das Triebwerk auf der Tragfläche

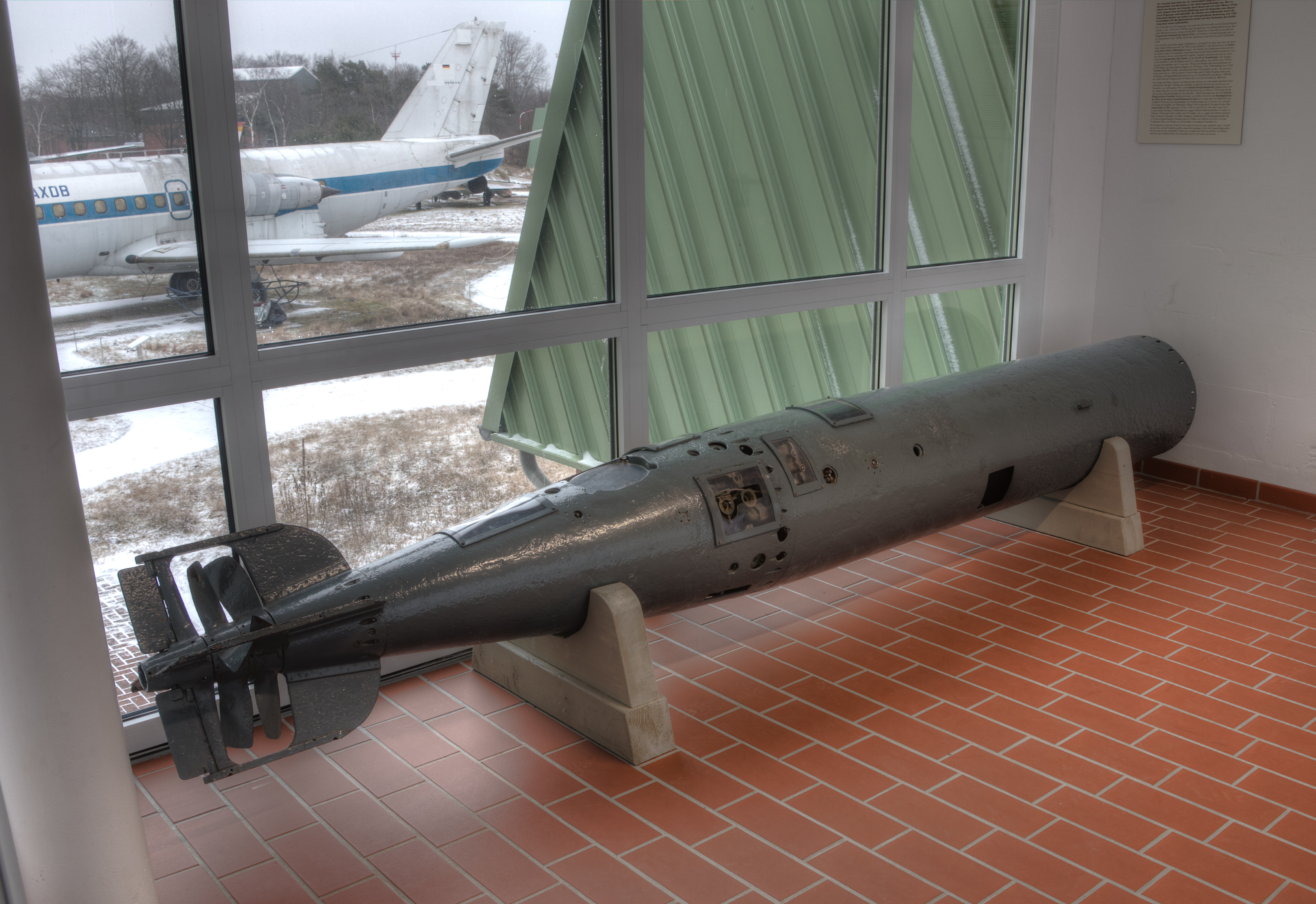
Exponat im Museum, Torpedo

Bronzestatue von Ferdinand Graf von Zeppelin des Bildhauers Frijo Müller-Belecke

Das Aeronauticum ist ein deutsches Luftschiff- und Marinefliegermuseum in Wurster Nordseeküste (Ortsteil Nordholz; bei Cuxhaven). Der Name des Museums leitet sich vom englischen Wort Aeronautics bzw. dessen deutscher Übersetzung Aeronautik ab.
Auf dem ca. 36.000 m² großen Freigelände werden 17 Original-Luftfahrzeuge der See- und Marineflieger der Bundesmarine und der DDR gezeigt, die nach 1945 im Einsatz waren. Die neuesten Ausstellungsstücke seit Dezember 2005 sind eine Breguet BR 1150 Atlantic des Marinefliegergeschwaders 3 „Graf Zeppelin“ in Nordholz und eine Panavia MRCA Tornado des ehemaligen Marinefliegergeschwaders 2 in Tarp/Eggebek. In dem 2.050 m² großen Innenbereich wird die historische und technische Entwicklung der Luftschifffahrt und Marinefliegerei anhand von Beispielen, kleinen Exponaten sowie Nachbauten gezeigt.

## Gelände
Am 17. Dezember 1912 beauftragte der Staatssekretär des Reichsmarineamtes, Großadmiral Alfred von Tirpitz, die Kaiserliche Werft in Wilhelmshaven mit dem Bau eines 800 ha großen Marinestützpunktes in der Heidelandschaft bei Nordholz. Das Gebiet erfüllte alle besonderen Anforderungen für den Standort des Marinestützpunkts Nordholz: es war ein zentral gelegenes Gelände ohne allzu große Militärpräsenz, günstig zu erwerben und durch das vorgelagerte Watt gegen Beschuss von See gesichert. Über 18.161.000 Mark flossen in den Bau des geheimen Gaswerks, der Unterkünfte und der Luftschiffhallen. Die Doppelhalle „NOBEL“, zuerst „HERTA“ genannt, stand auf Schienen und ließ sich innerhalb einer Stunde um 360° drehen. Diese weltweit einzige Doppeldrehhalle hatte eine Masse von 4600 t und war zuerst 182 Meter, im Kriege dann 200 Meter lang bei einer Breite von 70 Metern und einer Höhe von 30 Metern. Zweck der Drehhalle war es, die Luftschiffe unabhängig von der Windrichtung ohne Gefahr durch Querwinde aus beziehungsweise in die Halle zu ziehen. Fest standen dagegen die Doppelhallen NORMAN, NOGAT und NORDSTERN sowie die Einzelhallen NORA und NORBERT. Ab 1915 bekamen alle Hallen mit NO beginnende Namen.
Durch die Möglichkeit, zehn Luftschiffe aufzunehmen, war Nordholz einer der größten und wichtigsten Luftschiff-Stützpunkte im Ersten Weltkrieg. Es wurden insbesondere Luftschiffe vom System Zeppelin eingesetzt aber auch einige Luftschiffe des Systems Schütte-Lanz.
Alle Hallen wurden nach dem Ersten Weltkrieg gesprengt, abgebaut oder verschrottet. Mitte der 1920er Jahre baute die Luftwaffe einen Fliegerstützpunkt auf dem Gelände, der zeitweise 1200 westpreußische Flüchtlinge beheimatete, die durch die Abtretung des „Korridors“ an Polen eine neue Heimat brauchten. Die Gemeinde Wursterheide wurde am Rand des Stützpunktes gegründet.
Während des Zweiten Weltkrieges sicherte dieser Fliegerstützpunkt die südliche Nordsee. Nach dem Krieg diente der Flugplatz zuerst den Engländern als Basis, beispielsweise für die Bombardierung Helgolands. Später nutzten ihn die Amerikaner als Flugplatz, bevor die Bundesmarine das Gelände übernehmen konnte und zum Marinefliegerhorst aufbaute.

## Entstehung
1967 taufte der damalige Bundespräsident Heinrich Lübke das in Nordholz stationierte Marinefliegergeschwader auf den Namen „Graf Zeppelin“. Junge Marineflieger und einige Marineflieger- und Zeppelinanhänger begannen mit der Unterstützung der „Marine-Luftschiff-Kameradschaft Hamburg von 1924“, deren kleine Sammlung von Luftschifffahrtsgegenständen bei verschiedenen Gelegenheiten zu zeigen. Auf Grund fehlender Geldmittel konnte diese wachsende Sammlung jedoch nur unzureichend der Öffentlichkeit vorgestellt werden. Dies änderte sich 1987, als die Gemeinde Nordholz die Gründung des „Förderverein Marine-Luftschiff-Museum Nordholz im Landkreis Cuxhaven e. V.“ anregte. In der Satzung des Vereins wurde als Hauptaufgabe genannt: „…alle Gegenstände und alles Schriftgut aus der Ära der Luftschiffe zu sammeln, aufzubereiten und sie in einem Museum der Öffentlichkeit zu präsentieren sowie die Geschichte der Wurster Heide zu erfassen und darzustellen. …“

## Das erste Gebäude
Direkt an der Einfahrt zum Marinefliegerhorst überließ die Wehrbereichsverwaltung dem Verein 1990 ein 1500 m² großes Gelände im Rahmen eines „Mitbenutzungsvertrages“. Um dem Traditionsnamen „Graf Zeppelin“ gerecht zu werden, übernahm daraufhin das gesamte Marinefliegergeschwader 3 die Initiative. In enger Zusammenarbeit mit dem Landkreis Cuxhaven, der Gemeinde Nordholz und der „Marine-Luftschiff-Kameradschaft“ wurde ein bis dahin nicht genutztes Gebäude direkt an der Landstraße 135 umgebaut.
Am 17. Oktober 1991 eröffnete das „Marine-Luftschiff-Museum Nordholz“ in vier Räumen die vier Bereiche Luftschiff-Technik, Marine-Luftschifffahrt, Infrastruktur eines Luftschiffplatzes am Beispiel Nordholz und Passagier-Luftschifffahrt. Schnell zeigte sich, dass die Fläche nicht für alle Ausstellungsgegenstände ausreichte und nur als Zwischenlösung angesehen werden konnte.

## Der „neue“ Bau
Das Deutsche Schifffahrtsmuseum (DSM) in Bremerhaven litt ebenfalls an Platzmangel und plante deshalb bereits einen Erweiterungsbau auf dem Freigelände als Ersatz für die Anfang der 1970er gebaute „Bootshalle“. Diese Halle mit 750 m² frei überspannter Nutzfläche bekam das Nordholzer Museum unter der Bedingung zügiger Demontage und Abtransports zur weiteren Nutzung als Geschenk.
Die 6. Kompanie des Pionierbataillons 11 aus Dörverden bot ihre Hilfe an und begann im Spätherbst 1994 mit 60 Soldaten, die nach Plänen von Hans Scharoun gebaute Halle abzubauen und per Lkw nach Nordholz zu transportieren. Allerdings konnten die über 10 Meter hohen und 20 Meter breiten Binder nicht per Lkw transportiert werden. Die Beförderung der zwölf über 3,5 t schweren Holzbinder in den Baugruppen als Außenlast an CH-53-Transporthubschraubern fand unter großem Medieninteresse statt. Die Transportflieger des Heeres flogen sie von Bremerhaven zu den Marinefliegern nach Nordholz.
Den Aufbau unterstützten viele Unternehmen, Ausbildungseinrichtungen und Einzelsponsoren der Region. Am 6. Mai 1997 eröffnete die damalige niedersächsische Ministerin für Wissenschaft und Kultur, Helga Schuchardt, das nun Aeronauticum genannte Museum.

## Erweiterungsbau
Ein dringend benötigter Hallenanbau wurde mit Mitteln der Europäischen Union, der Niedersächsischen Sparkassenstiftung, der EWE-Stiftung, der Niedersächsischen Lottostiftung, durch Spendenmittel aus dem „Projekt X“ der Kreissparkasse Wesermünde-Hadeln, des Bremerhavener Sonntagsjournals sowie der Firma :seeyou aus Bremerhaven realisiert.
Am 4. Oktober 2006 eröffnete Lutz Stratmann als früherer niedersächsischer Minister für Wissenschaft und Kunst in Begleitung von MdB Annette Faße und anderen Politikern des Landkreises sowie geladener Gäste, Sponsoren und Vereinsmitglieder den Anbau. In den Reden des Trägervereins von Manfred Mittelstedt und Rainer Huismans ging es um grundsätzliche Überlegungen und weite Zukunftsideen. Der Schlüssel wurde vom Architekten Herbert Butt übergeben. Einen Tag später konnten auch die Besucher den neuen Gebäudeteil und neue Ausstellungsstücke besichtigen. Nach Abschluss der restlichen Arbeiten des über 1 Million teuren An- und Umbaus wurde im Januar 2007 der neue Gastronomiebereich eröffnet.
Die zusätzlichen etwa 800 m² Ausstellungsfläche werden zum großen Teil für Sonderausstellungen genutzt, wie beispielsweise die von August bis Ende Dezember 2006 laufende Ausstellung über das Schicksal des Schweren Kreuzers Prinz Eugen.

## Ausstellungsbereiche

### Außengelände
Die Sammlung besteht aus 17 Flugzeugen und Hubschraubern, darunter eine Breguet BR 1150 Atlantic vom Marinefliegergeschwader 3 in Nordholz und zwei Panavia MultiRoleCombatAircraft Tornados vom ehemaligen Marinefliegergeschwader 2 in Tarp/Eggebeck.
Seit Dezember 2009 gibt es auf dem Außengelände mit zwei neu errichteten Schuppen einen Ausstellungsteil zur Geschichte der Marinebahn mit zwei Hauptexponaten, einem Güterwagon und einer „Marinelokomotive“.
Im Außengelände steht zudem ein Denkmal, das vorher in der Nähe des Luftschiffhafens Hamburg-Fuhlsbüttel in Hamburg-Langenhorn stand und an die verstorbenen Besatzungsmitglieder des ersten Marineluftschiffes L 1 erinnert, das am 9. September 1913 in die Nordsee stürzte.

### Hallen
Die Ausstellungsinnenflächen sind in fünf Bereichen der Dauerausstellung und dem Sonderausstellungsbereich aufgeteilt.
1. Technik und Geschichte der Luftschiffe
2. Luftschiffe im Krieg
3. Zivile Luftschifffahrt
4. Luftschiffplatz Nordholz
5. See- und Marineflieger (und Außenbereich)

### Zeppeline
Die Ausstellung zeigt Informationen zu Zeppelinen in militärischer und ziviler Nutzung und Dokumentationen zum Schicksal der Besatzungen. Das Leben des Zeppelin-Kommandanten Hans Flemming wird dargestellt.

### Sonderausstellungen
Sonderausstellung „Alles fliegt – Kinderspielzeug im Wandel der Zeiten“
17. Oktober 2011 bis 30. September 2012
Sonderausstellung „Flugschiff Dornier DO X – Flugkapitän Horst Merz, vom Seeflieger zum verantwortlichen Flugschiffführer der DO X“
1. April bis 30. November 2011, verlängert bis 30. November 2012
Galerie W: „Impressionen von der Wurster Nordseeküste“
19. Juli bis 30. November 2012
„Frieden durch Verstehen – Prinz Eugen“
Eine Ausstellung im neu eröffneten Gebäude „barrierefreier Tourismus“
6. Januar bis 30. November 2012

## Trauungen
Seit September 2005 kann man sich in einer VFW 614 (G18, ehemals Flugbereitschaft des Bundesministeriums der Verteidigung) trauen lassen.

## Kritik des Bundesrechnungshofs
Die Annahme des Bauhilfsangebotes des Heeres wurde zur Bewährungsprobe für das Museum, denn der Bundesrechnungshof sah das Engagement der Heeresflieger beim Abbau und Wiederaufbau der „Bootshalle“ in Nordholz als Verschwendung von Steuergeldern an und forderte eine Kostenerstattung. Nach dieser Rechnung hätte die Hilfe der Bundeswehr mit circa zwei Millionen DM zu Buche geschlagen. Bei einer finanziellen Belastung dieser Größe hätte das Museum schließen müssen. Dank steigender Besucherzahlen, des großen Zuspruchs in der Bevölkerung und der ansässigen Firmen sowie des Engagements der Landes- und Bundesvertreter aller Parteien wurde von dieser Rechnungsstellung nach fast zehn Jahren Verhandlung schließlich Abstand genommen.
Ähnliche Schwierigkeiten sind zukünftig nicht zu erwarten, da das Aeronauticum als zweites Museum im Bereich Wehr/-Technik in Deutschland heute gleichzeitig ein Lehrmittellager für die Marine ist, die ihre Lehrmittelsammlungen aus finanziellen und räumlichen Gründen umstrukturieren musste.

## Kooperation
Am 11. April 2013 haben sich das Aeronauticum, das Luftfahrt-Museum Laatzen-Hannover, das Hubschraubermuseum Bückeburg und das Ju-52-Museum in Wunstorf zur „Arbeitsgemeinschaft Niedersächsischer Luftfahrtmuseen“ zusammengeschlossen.